# Redut
Redut (ros. ЧВК «Редут») – rosyjska prywatna firma wojskowa.
Firma została założona w 2008 roku. Została rozmieszczona w Syrii, gdzie chroniła obiekty należące do Stroytransgazu. Od 2022 roku bierze udział w inwazji Rosji na Ukrainę. Formacja jest powiązana z oligarchą Giennadijem Timczenką, Stroytransgazem, Gazpromem i rosyjskim ministerstwem obrony. Według doniesień medialnych szefem grupy jest Konstantin Mirzajanc służący niegdyś w 45 Samodzielnej Gwardyjskiej Brygadzie Specjalnego Przeznaczenia Wojsk Powietrznodesantowych Federacji Rosyjskiej.